# Rua Francisco Sá

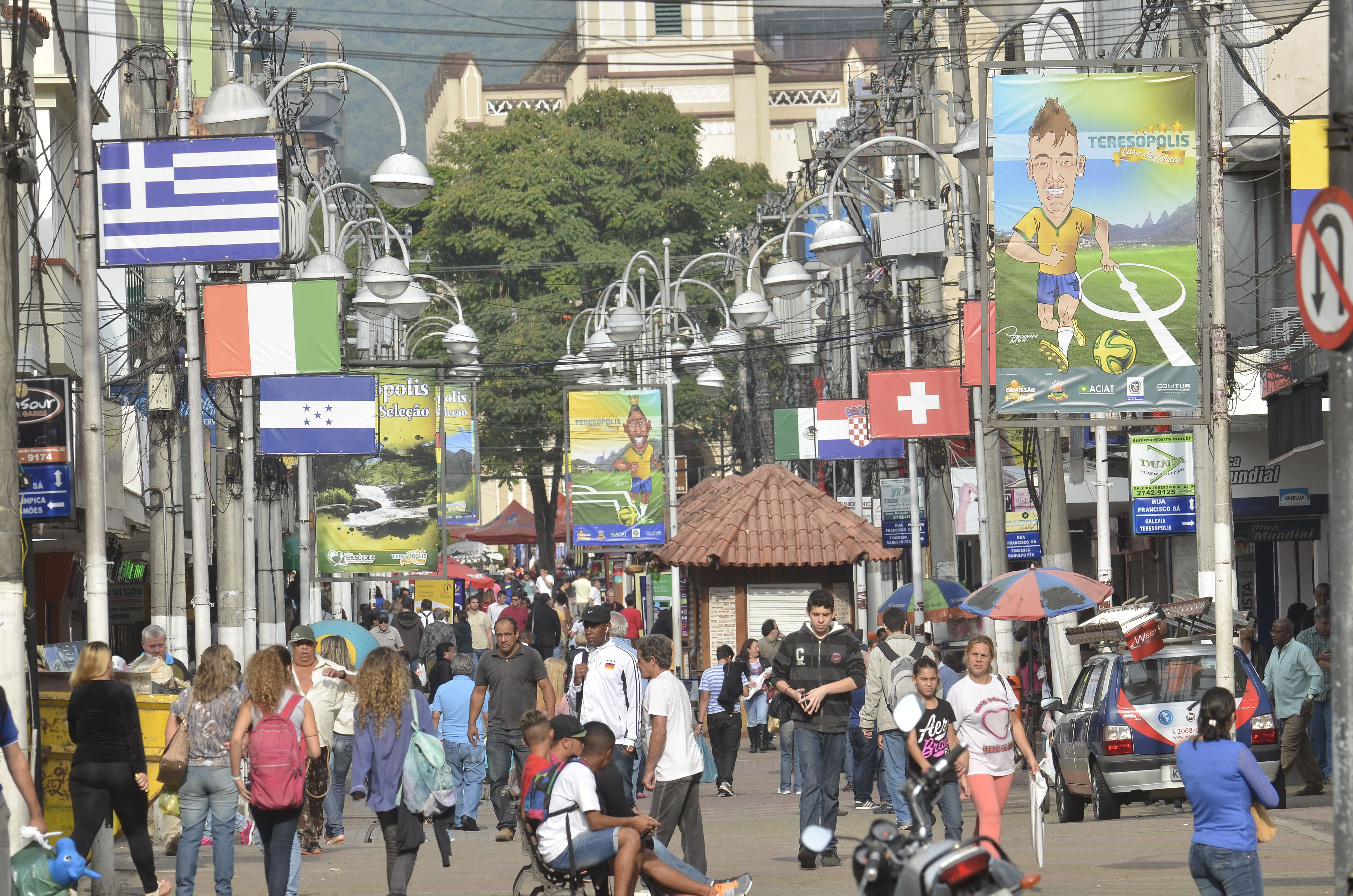
A rua em 2014, decorada em razão da Copa do Mundo FIFA de 2014.

Francisco Sá, conhecida popularmente e denominada oficialmente como Calçada da Fama de Teresópolis, é uma rua do município brasileiro de Teresópolis, no interior do estado do Rio de Janeiro, onde encontra-se uma grande concentração de lojas, além de ser um local de intensa movimentação de pessoas.
Inaugurada em 13 de dezembro de 2003, o projeto inicial previu que uma personalidade deixasse uma assinatura em um bloco de concreto, uma vez por mês, estimulada a promover um evento na cidade. As primeiras convidadas foram a atriz Fernanda Montenegro e a cantora Fátima Guedes. Porém, o projeto não foi adiante, e o ponto turístico foi abandonado. Algumas reformas foram realizadas. A mais recente, finalizou-se em 12 de julho de 2010, fazendo pate do extinto projeto "Centro Vivo", na gestão do prefeito Jorge Mário, onde foi investido R$ 1,5 milhão em obras de revitalização de alguns pontos no Centro da cidade.